# Nigel Watson
Nigel Watson (född 30 juli 1954) är en brittisk författare, forskare och UFO konsult.

## Biografi
Watson blev intresserad av ufologi och utomjordiskt liv under det tidiga 1970-talet. Under 1970-talet undersökte han UFOs i norra England. Watson studerade TV produktion i Leeds under 1980-talet. Watsons intresse för UFO kulturen gjorde så att han även studerade filmvetenskap och litteratur i Warwickuniversitetet. Idag är Watson frilansare.
Ända sedan 1970 har Watson varit intresserad av den historiska aspekten av UFO:n och han har skrivit ett antal böcker om bland annat de mystiska luftskeppen som man vittnade under 1800-talet och tidigt 1900-tal. Watson har även studerat psykologi och använt den kunskapen till att studera påståenden om utomjordisk kidnappning.
Watson anser att många påståenden om svartklädda agenter, "men in black", händer på grund av att vittnen är stressade.

## Böcker
Watson har skrivit ett antal böcker:
- Supernatural Spielberg, en bok som tar en närmare titt på Steven Spielbergs filmer, så som E.T. och Närkontakt av Tredje Graden.
- The Flying Saucer Cinema, en bok som undersöker hur rymdvarelser har utvecklats på vita duken under 100 år.
- The Origin of UFOs: Phantom Airships 1807 to 1917 - en bok som undersöker de mystiska luftskeppen som man vittnade i USA och i Europa under 1800-talet och det tidiga 1900-talet.
- Under år 2007 kommer en bok som handlar om hävdandet om utomjordisk kidnappning och UFO:n, som kallas UFOs: An Exploration of the Phenomenon.

## Kontakt
Man kan kontakta Watson genom e-mail på nigelwatson1@gmail.com.